# Wildbahn
Eine Wildbahn (ursprünglich Wildbann) ist im historischen Sinn ein Gebiet, das dem König oder der Kirche und dem Adel vorrangig der Hege und Jagd von Wild, insbesondere Reh- und Rotwild diente. Im allgemeinen Sprachgebrauch wird heute mit freier Wildbahn auch freie Natur gleichgesetzt.
In Westfalen existierte bis in das 20. Jahrhundert hinein eine Anzahl von sogenannten Wildbahngestüten. Diese hielten Pferdeherden in Wildbahnen, nahmen dabei gleichzeitig aber spätestens seit der frühen Neuzeit auch züchterischen Einfluss auf den Bestand der (halb)wilden Pferde. Diese Wildbahnen – die ursprünglich rund 10 % der Landesfläche ausmachten – entstanden in waldreichen Feuchtgebieten, auf Mooren und Heideflächen, die ideale Bedingungen für robuste Pferderassen boten. Ein verbliebenes Beispiel für ein solches Wildbahngestüt ist die Zucht der Dülmener Wildpferde in der Wildpferdebahn Merfelder Bruch. In der Senne wird seit 1999 das Projekt Wildbahn Senner Pferde betrieben. Historisch wurde beispielsweise auch das Emscherbruch und die Davert als Wildbahn für die Emscherbrücher beziehungsweise die Davertnickel genutzt.